# Starosedlský Hrádek
Starosedlský Hrádek är en ort i Tjeckien.   Den ligger i regionen Mellersta Böhmen, i den centrala delen av landet, 60 km sydväst om huvudstaden Prag. Starosedlský Hrádek ligger 470 meter över havet och antalet invånare är 134.
Terrängen runt Starosedlský Hrádek är huvudsakligen platt. Starosedlský Hrádek ligger nere i en dal. Runt Starosedlský Hrádek är det ganska glesbefolkat, med 42 invånare per kvadratkilometer. Närmaste större samhälle är Příbram, 12,6 km norr om Starosedlský Hrádek. Trakten runt Starosedlský Hrádek består till största delen av jordbruksmark.